# Tan Miao
Tan Miao (谭 淼S; Jinan, 5 gennaio 1987) è una nuotatrice cinese.

## Palmarès
- Olimpiadi

Pechino 2008: argento nella 4x200m sl.
- Campionati asiatici

Foshan 2009: oro nei 400m sl e negli 800m sl.